# Mathonville
Mathonville è un comune francese di 333 abitanti situato nel dipartimento della Senna Marittima nella regione della Normandia.

## Storia

### Simboli
Lo stemma è stato adottato nel 2002. I due leopardi d'oro in campo rosso provengono dalla bandiera normanna; il lupo è attributo di san Vedasto di Arras, patrono della parrocchia locale, su fondo verde a rappresentare l'agricoltura; nella parte inferiore è riprodotto il blasone della famiglia de Grouchy (d'oro, cancellato di sei pezzi d'azzurro; sul tutto d'argento, a tre trifogli di verde), a cui è stata sovrapposta la parte terminale di un pastorale come riferimento all'abate Thierry de Mathonville.

## Società

### Evoluzione demografica
Abitanti censiti